# 다중 성관계 파트너
다중 성관계 파트너(Multiple sex partners, MSP)는 특정 기간 이내에 두 명 이상의 다른 사람과 성관계를 가지는 사람 혹은 그러한 행위를 의미한다. 다중 성관계 파트너와의 성행위는 동시에 혹은 연속적으로 일어날 수 있다. 다중 성관계 파트너는 서로 다른 젠더이거나 같은 젠더 사이의 성관계도 전부 아울러 말한다. 한 사람이 동시에 다른 한 사람 이상과 성관계를 맺을 때 다중 성관계 파트너를 가지고 있다고 말한다. 이와 비슷한 또 다른 단어인 폴리아모리는 동시에 성적 혹은 감성적으로 여러 명에게 이끌림을 느끼는 관계를 뜻하는 말로 그런 사람을 뜻하지 그런 행위를 말하는 것은 아니다.
미국 질병통제예방센터(CDC)에서는 청소년의 위험한 성적 행위(Risky sexual behavior)를 평가하고 전 세계의 HIV/AIDS 감염률 및 사망률을 모니터하기 위해 사용하는 지표로 예년의 다중 성관계 파트너를 가진 청년의 수를 사용한다.

## 정의와 수치화
다중 성관계 파트너로 인한 위험을 수치화, 정량화하는 역학자와 임상의는 지난 12개월간 둘 이상의 파트너와 성관계를 맺은 사람을 다중 성관계 파트너로 정의한다. 세계 보건 기구(WHO)에서는 HIV 바이러스 감염자를 줄이기 위한 목적으로 AIDS 환자 비율을 줄이기 위한 조치의 여러 진척도를 계량화하고 있다. 세계 보건 기구에서는 대부분의 지역에서 HIV의 확산이 다중 성관계 파트너를 가진 사람의 수에 영향을 받는다고 가정한다. 다중 성관계 파트너를 가진 사람은 그렇지 않은 사람보다 HIV 전염 위험이 더 높다는 연구가 있다.
세계 보건 기구에서는 다중 성관계 파트너 수와 함께 나이, 사망률, 감염률, 지역 위치, 질병 징후와 증상 같은 다양한 지표를 사용한다. 이는 HIV 감염 변화를 확인하고 지표의 변화 영향을 쉽게 분석하기 위해서이다.
탄자니아의 역학자들 같은 경우에는 지난 12개월간 활발히 다중 성관계 파트너를 가진 사람을 추적하여 15-19세 사이 에이즈 발병률 연구에 활용하였다.